# Підгорецький парк
Підгорецький парк — пам'ятка садово-паркового мистецтва у селі Підгірці Бродівського району Львівської області.

## Загальні відомості
Землекористувачем території парку є Львівська національна галерея мистецтв імені Бориса Возницького.
Площа пам'ятки 17,0 гектар.

## Історія
На краю низькогірного плато Вороняків (399 м н.р.м.) було вперше згадано 1530 старе укріплення. Його викупив 1633 у роду Підгорецьких тоді ще польний гетьман коронний і майбутній великий гетьман коронний Станіслав Конецпольський, який вирішив збудувати тут замок-резиденцію для відпочинку, адже ворожі набіги він мав змогу пережити у своєму оборонному замку в розміщених неподалік Бродах. Проектування і будівництво резиденції він довірив відомим архітекторам Андреа дель Аква і Ґійому Левассеру де Боплану, перший з яких розробляв і будував палац, а другий бастіонні фортифікації замку. Замок (близько 100 м × 100 м) розміщувався на краю плату, маючи бастіони, равелін в'їзду, замковий двір спрямовані на південь у сторону плато. Зі східної і західної сторін його оточували невеликі схили. Замок міг витримати напад татарських чамбулів, але не був в стані витримати регулярну облогу. З північної сторони на стрімкому схилі до Кременецько-Дубнівської рівнини було вирішено облаштувати тераси регулярного італійського парку під замковим палацом. Будівництво комплексу завершили 1640 року, але вже був пошкоджений 1648 року. Відновлення замку тривало з 1650-х років до 1680 року, коли він перейшов у власність Яна ІІІ Собєського. Новим власником замку 1720 року став Вацлав Пйотр Жевуський, який відродив славу замку, вклавши значні кошти у його перебудову, оздоблення творами мистецтв.
Замок успішно пройшов випробування двох світових воєн, але повністю вигорів 1947 року. Після відбудови і перепланування у ньому відкрили туберкульозну лікарню, яка проіснувала до кінця 1980-х років. 1997 року замок був переданий Львівській галереї мистецтв, яка робить відчайдушні спроби відбудови замку і оточуючого його ландшафту.

## Опис

### Південний парк
Парк розташований навколо Підгорецького замку у вигляді терасованого парку з південної сторони і парку на вершині плато. Там з східної сторони розміщувалась ділянка з невеликим схилом шириною близько 100 метрів, яка переходила доволі крутий схил. З західної сторони рівнинна ділянка була значно більшою і для захисту флангу замку її перекопали ровом значної глибини і ширини. На вершині плато на декотрій відстані від дороги Броди — Золочів до замку вела центральна алея, прокладена по композиційній осі паркового і замкового комплексів. З двох сторін алеї йшли грабові боскети з нішами, де стояли скульптури. Обабіч початку алеї ці стрижені грабові (Carpinus betulus L.) живоплоти — боскети розходились в дві сторони під прямим кутом, відділяючи великі трав'яні галявини біля дороги. В алеї відкривався перспективний вид на Підгорецький замок, в'їзд до якого знаходився напроти її завершення. З двох сторін обабіч алеї розміщувались два великі травники, вздовж яких паралельно до головної алеї висадили по три ряди лип (Tilia), котрі закривали бічні краєвиди, зосереджуючи увагу на замку.
Від кінця центральної алеї боскети з двох сторін йшли у напрямку країв замкового рову паралельно до стін равеліну. Вони утворювали перед фасадом замку площу на зеленому газоні якої було встановлено паркові скульптури. У XVIII ст після розбирання равеліну площі надали круглої форми. Перед замкова площа алеями була розбита на чотири симетричні сектори. Із східної та західної сторони замку паралельно рову тягнулись ряди дерев. Із східної сторони викопаний рів продовжувався дорогою у напрямку шляху Броди — Золочів. За ними був облаштований відгороджений «Французький парк», що простягався до краю плато. Тут знаходився лісовий масив із насадженнями липи, бука (Fagus), клена (Acer L.), граба, дуба (Quercus). Обгороджена територія Французького парку була звіринцем, де утримували сарни (Capreolus Gray), диких свиней (Sus scrofa), оленів, зайців (Lepus), птахів для проведення полювань. У 1780 році центральну алею було продовжено з іншої сторони шляху, де збудували костел Воздвиження. Таким чином центральна вісь парку з'єднувала дві домінанти садово-паркового комплексу-замок і костел. Посеред великих травників поміж шляхом і живоплотом, що відгороджував парк встановили дві корінфські колони, які увінчують скульптури святих. При виході з парку ці колони візуально обрамлюють панораму костелу.
Після 1944 року боскети були залишені без догляду, не підстригались. На даний момент вони перетворились на ряди старих грабових дерев. Західний травник біля центральної алеї був перетворений на фруктовий сад і там були знищені липові алеї. Здійснюються спроби відродити красу давніх парків, але вони марні без значного фінансування.

### Північний Італійський парк

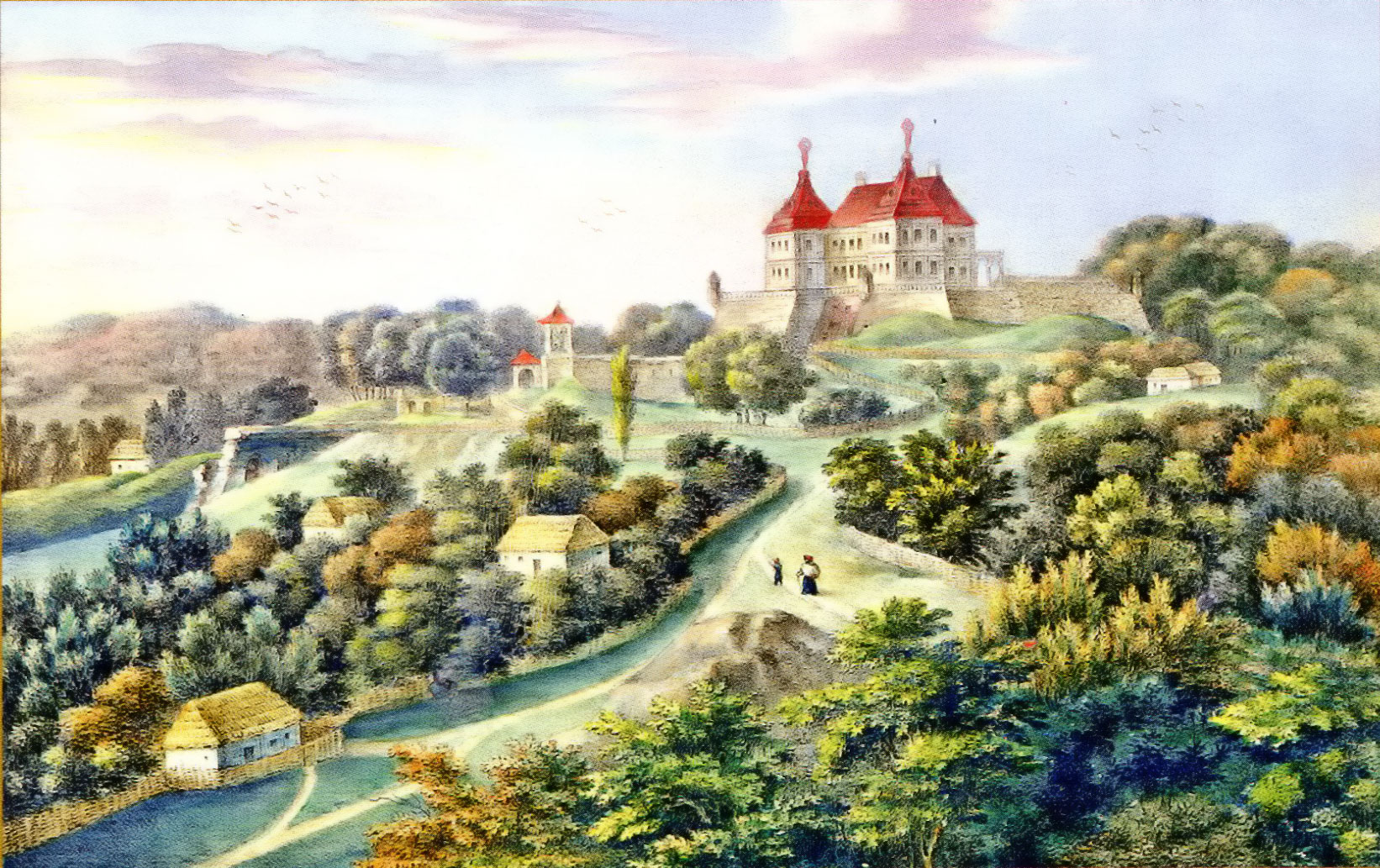
Замок і парк на літографії К.Ауера

Із північної сторони замку на рівні замкового рову була створена перша тераса Північного парку. Із двох сторін зі сторони замку її обрамовували підпорні стінки терену Південного парку, які із східної та західної сторони переходили у паркову стіну з в'їзними брамами. Із північної сторони терасу обрамляє кам'яна балюстрада, що увінчує її високу кам'яну підпорну стіну. Посеред підпорної стіни розміщений портал, по бічних сторонах якого сходи вели на другу терасу. Підпірна стіна першої тераси була викладена з тесаних кам'яних блоків і мала висоту 6 метрів. По фасаду порталу знаходились входи-гроти у підземні приміщення під першою терасою. На думку дослідників там знаходились резервуари для фонтанів парку. Вода до них повинна була подаватись мідними трубами з джерел сусідньої більш високого пагорбу, що забезпечувало необхідний напір води. Дана тераса з двох сторін мала підпорні стіни з тесаного каміння. У наріжниках її північної сторони розміщувались дві муровані альтанки для відпочинку і від яких по фасаду північної стіни другої тераси сходи вели на нижню третю терасу. Поверх цієї кам'яної стіни заввишки 4 метра йшла балюстрада. На другій терасі розміщувались вісім квіткових партерів, що були симетрично розділені алеями і оточені низьким боскетом із самшиту (Buxus) і розмарину (Rosmarinus officinalis L.) . По центру квітників квіти висаджували у вигляді орнаментальних узорів. По центру тераси був розміщений великий фонтан. У XVIII ст доріжки тераси виклали плитками з червоного пісковика. Нижня третя тераса по центру містила чотири трикутні квітники, які з двох сторін обрамовували високі підстрижені грабові боскети та шпалери самшиту. Ця тераса із сторін була обведена парковим муром. Під нею розміщувалися на малих терасах городи, сади і у самому низу ставок, куди стікала вода з парку. У паркових партерах упродовж року проводили заміну квітів, що забезпечувало їхнє цвітіння від весни до пізньої осені. Згодом на третій терасі облаштували оранжерею з теплолюбними деревами і кущами — лимонними, мандариновими, фіговими, маслиновими, лавровими тощо Відомо, що автором декору партерів був італієць з Риму, ім'я якого не збереглося.
Упродовж XIX ст. Італійський парк занепав. Власники не мали коштів на утримання дорогих квітників. Після 1944 року центральна тераса була перетворена на спортивний майданчик, а нижня тераса і городи заросли деревами. На сьогоднішній день підпорні стіни терас перебувають в аварійному стані, у них відсутні брами проходів.

## Галерея

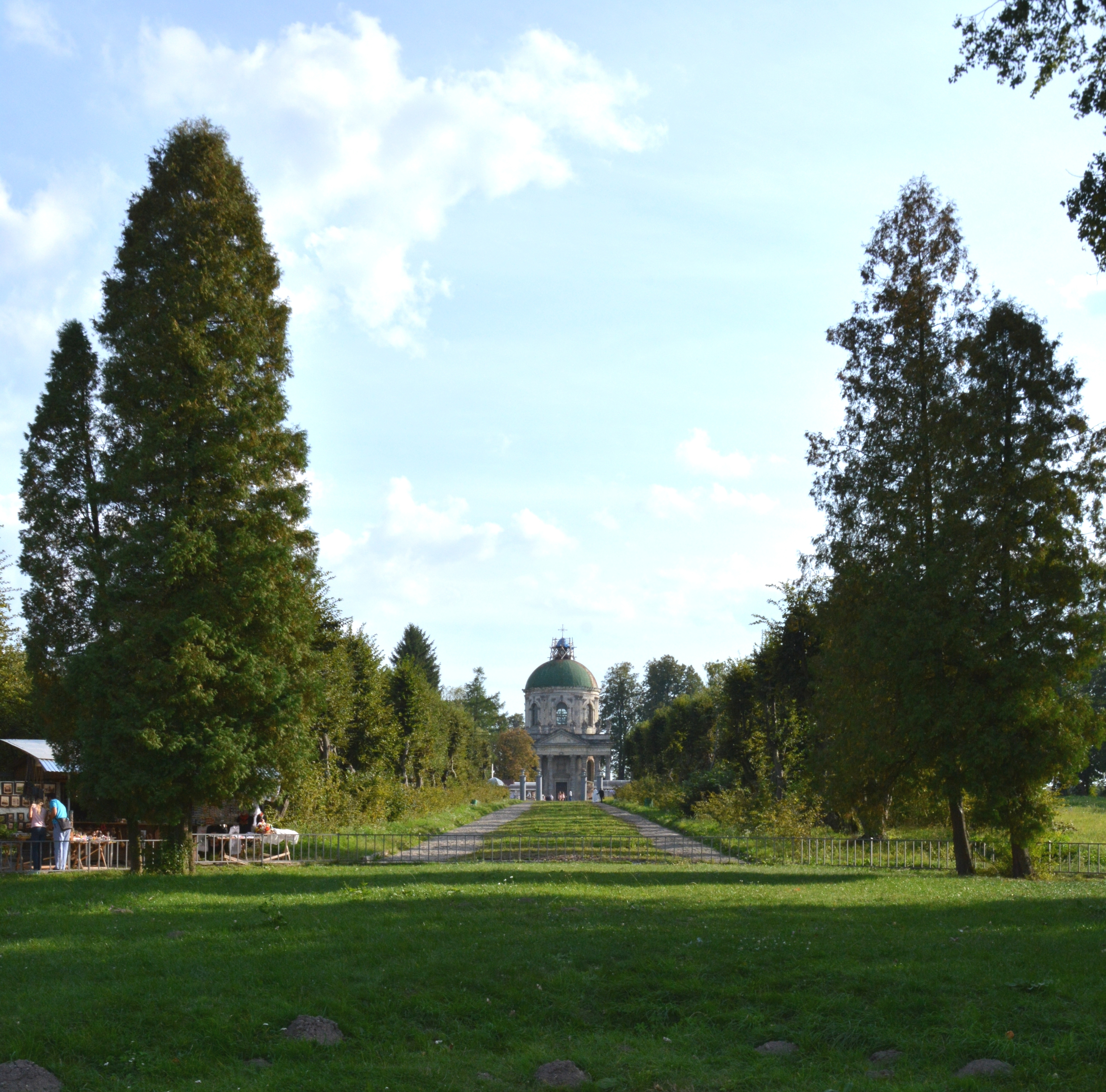
Панорама костелу з центральної алеї
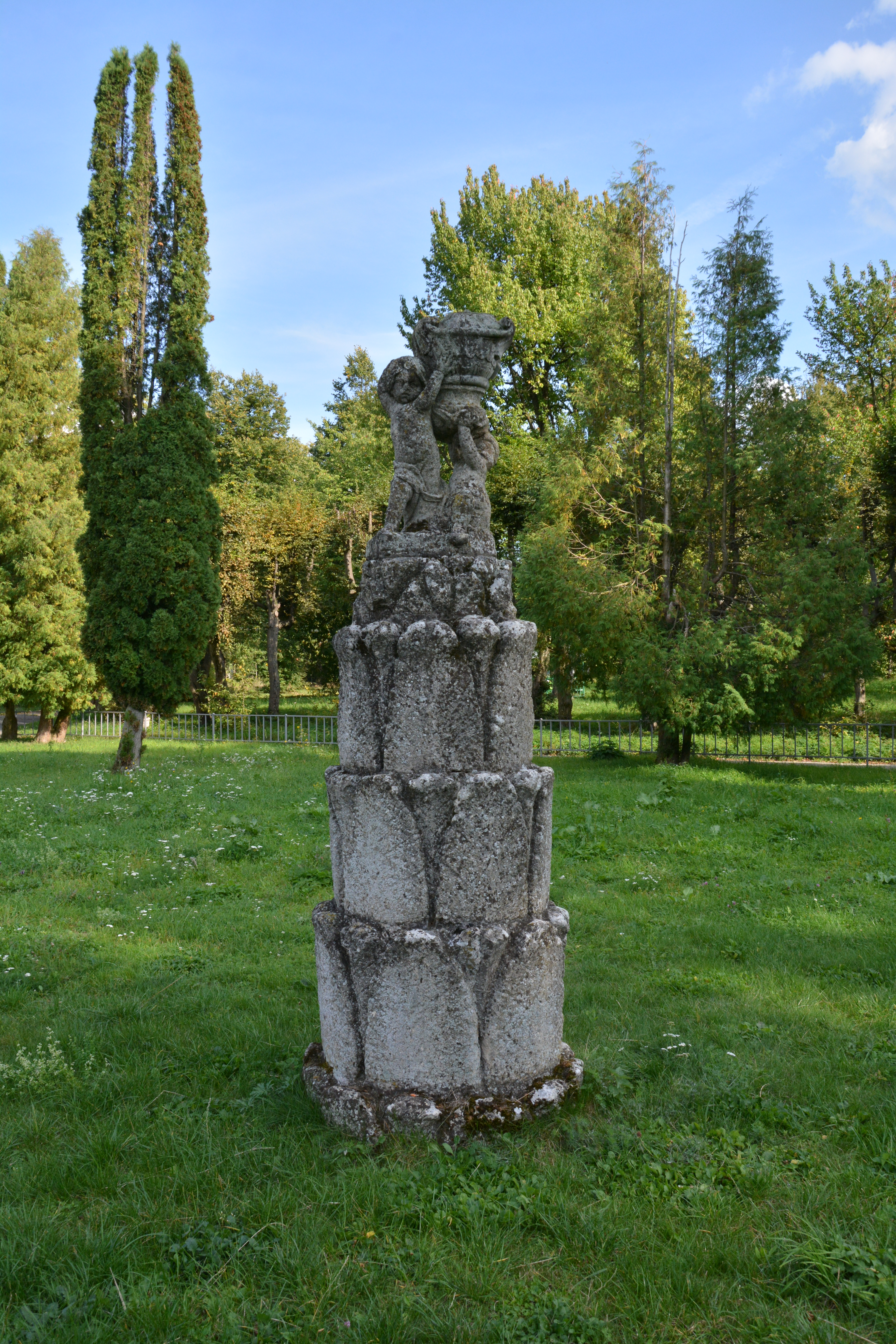
Паркова скульптура
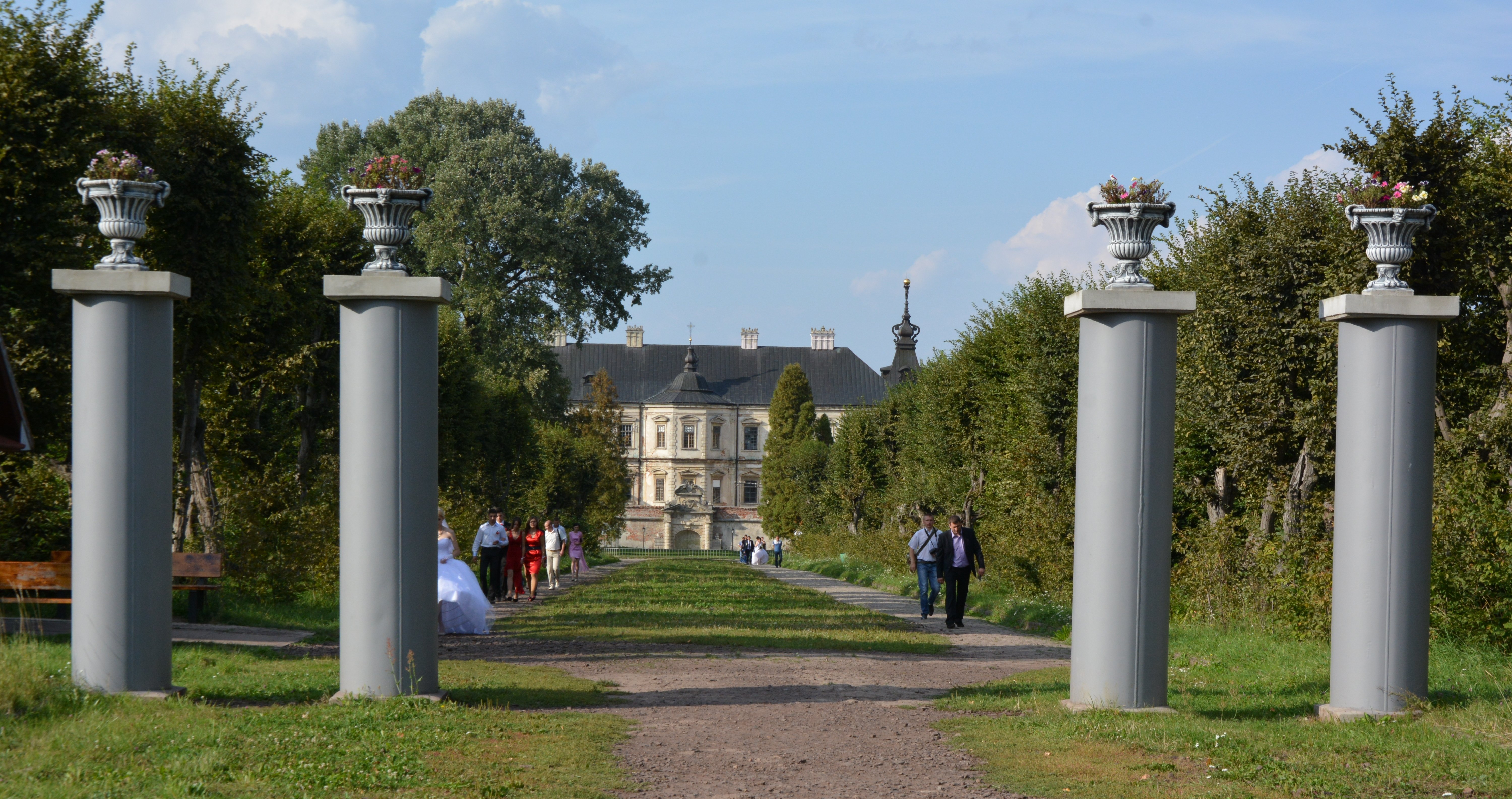
Вхід до парку
Панорама замку XVII ст
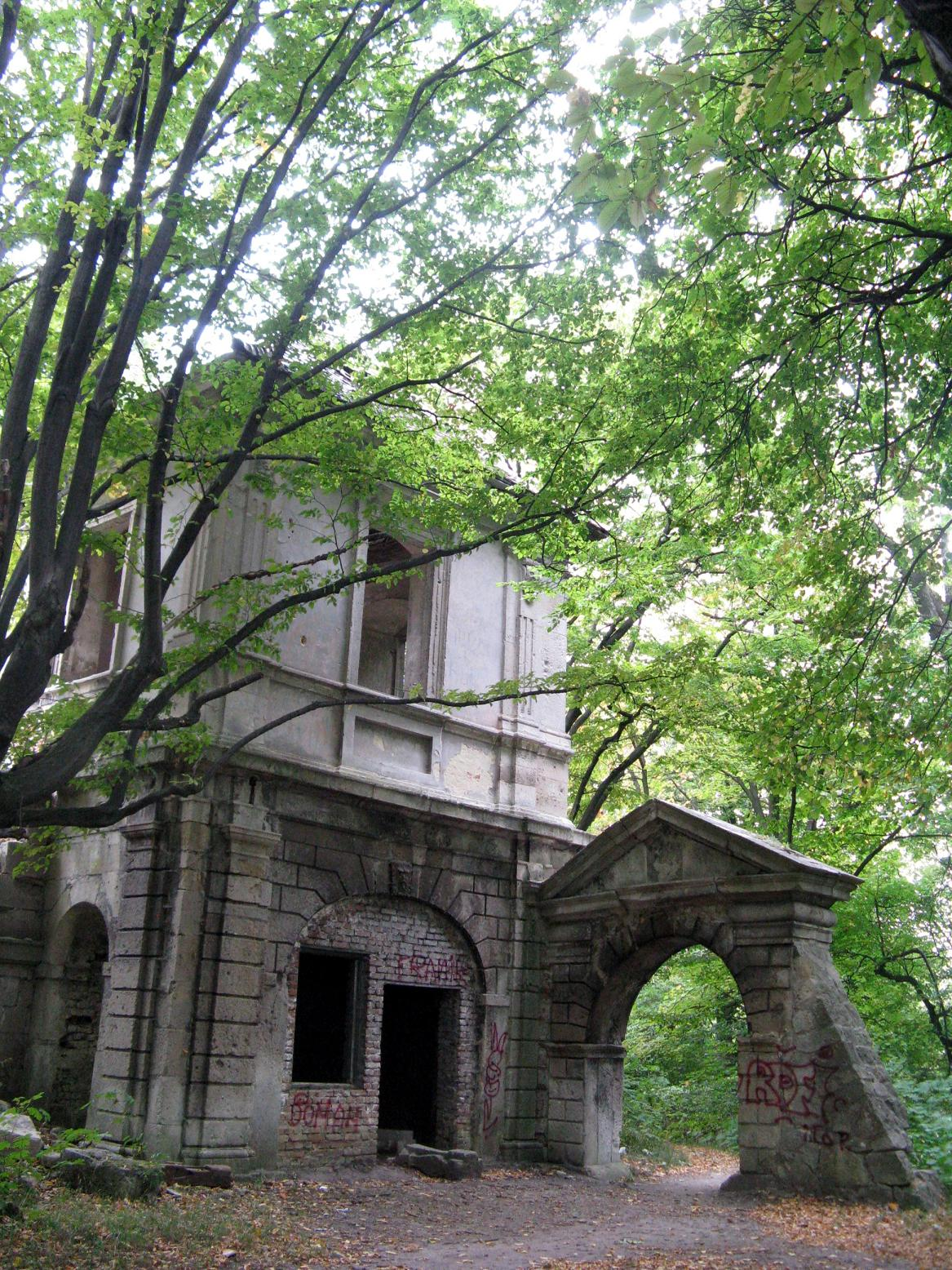
Парк з парковими спорудами 17-19 ст.
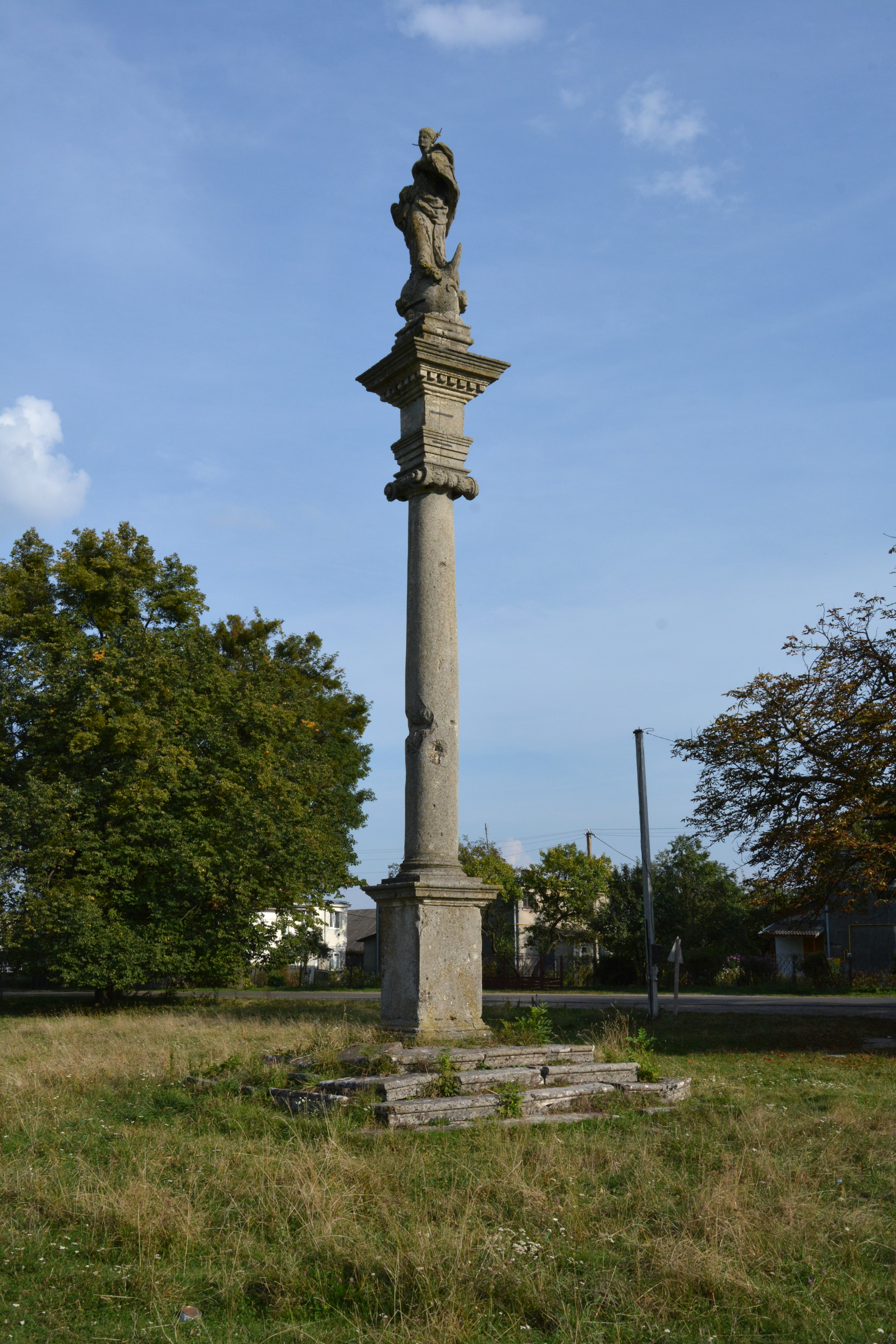
Корінфська колона
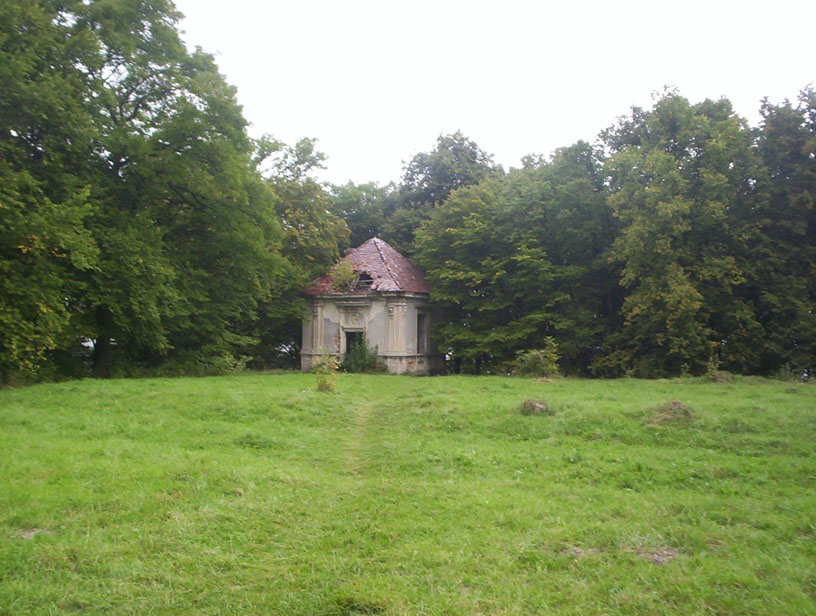
Залишки альтанки другої тераси
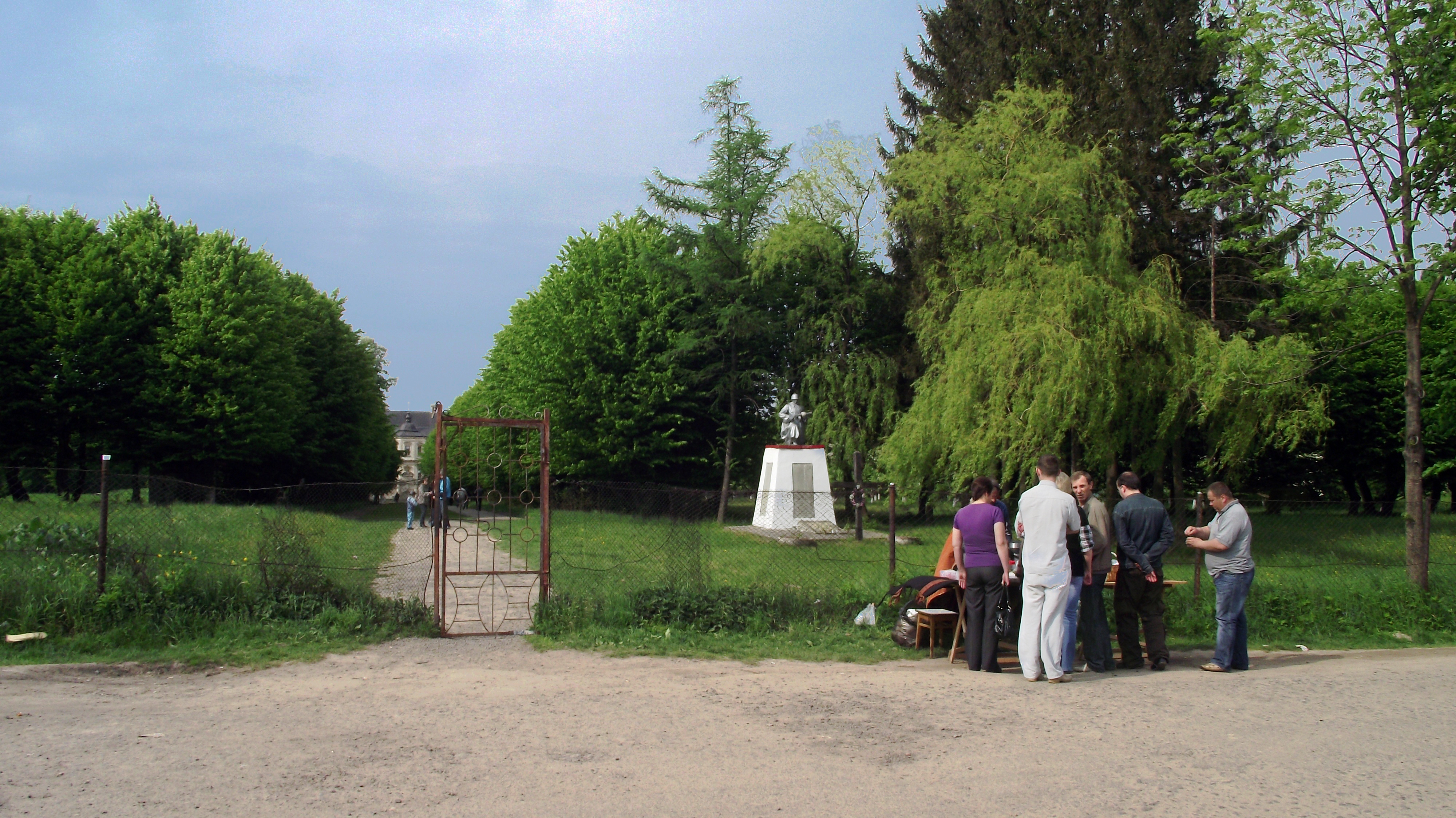
Вхід до парку
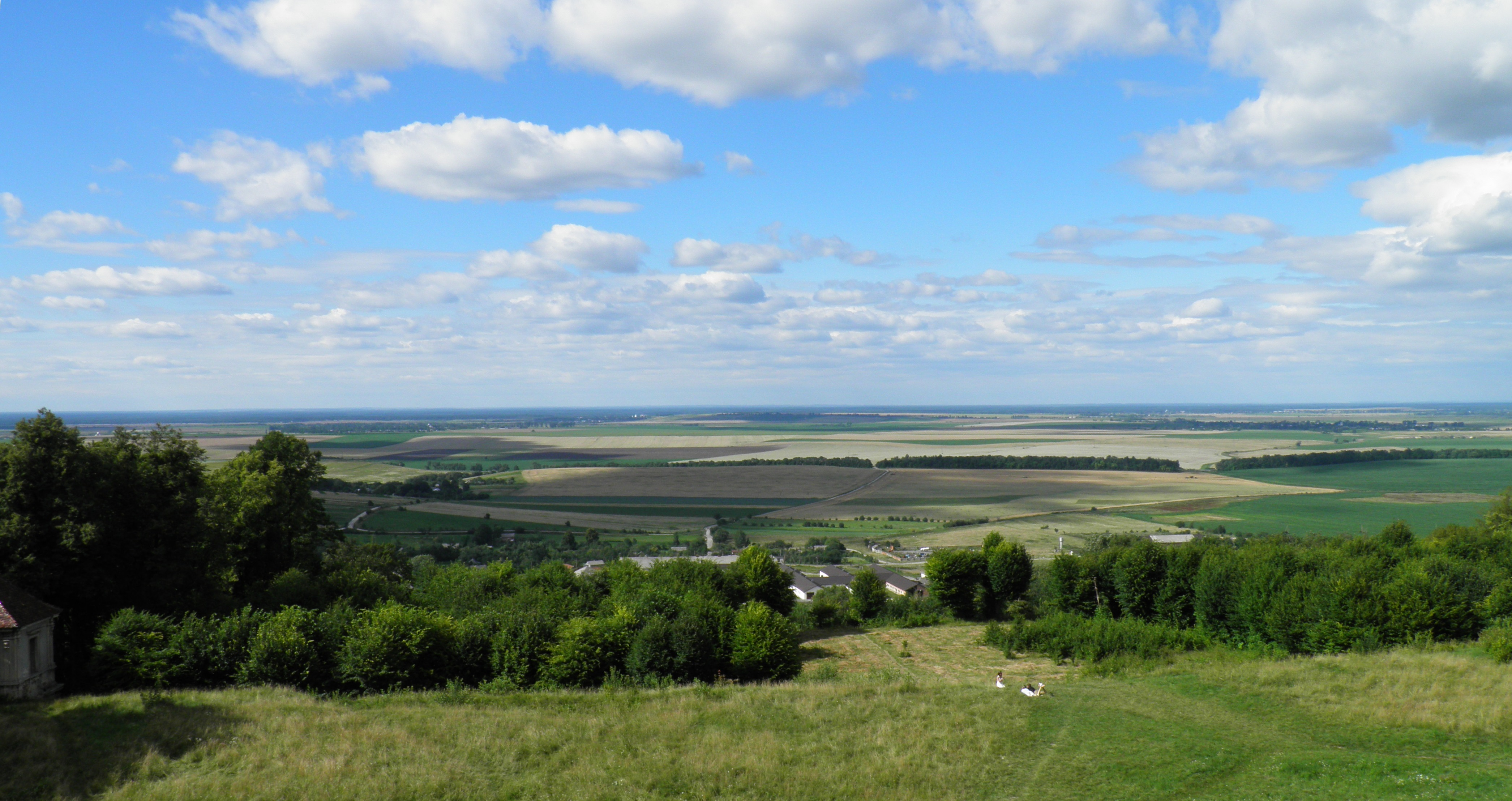
Вид на другу і третю терасу
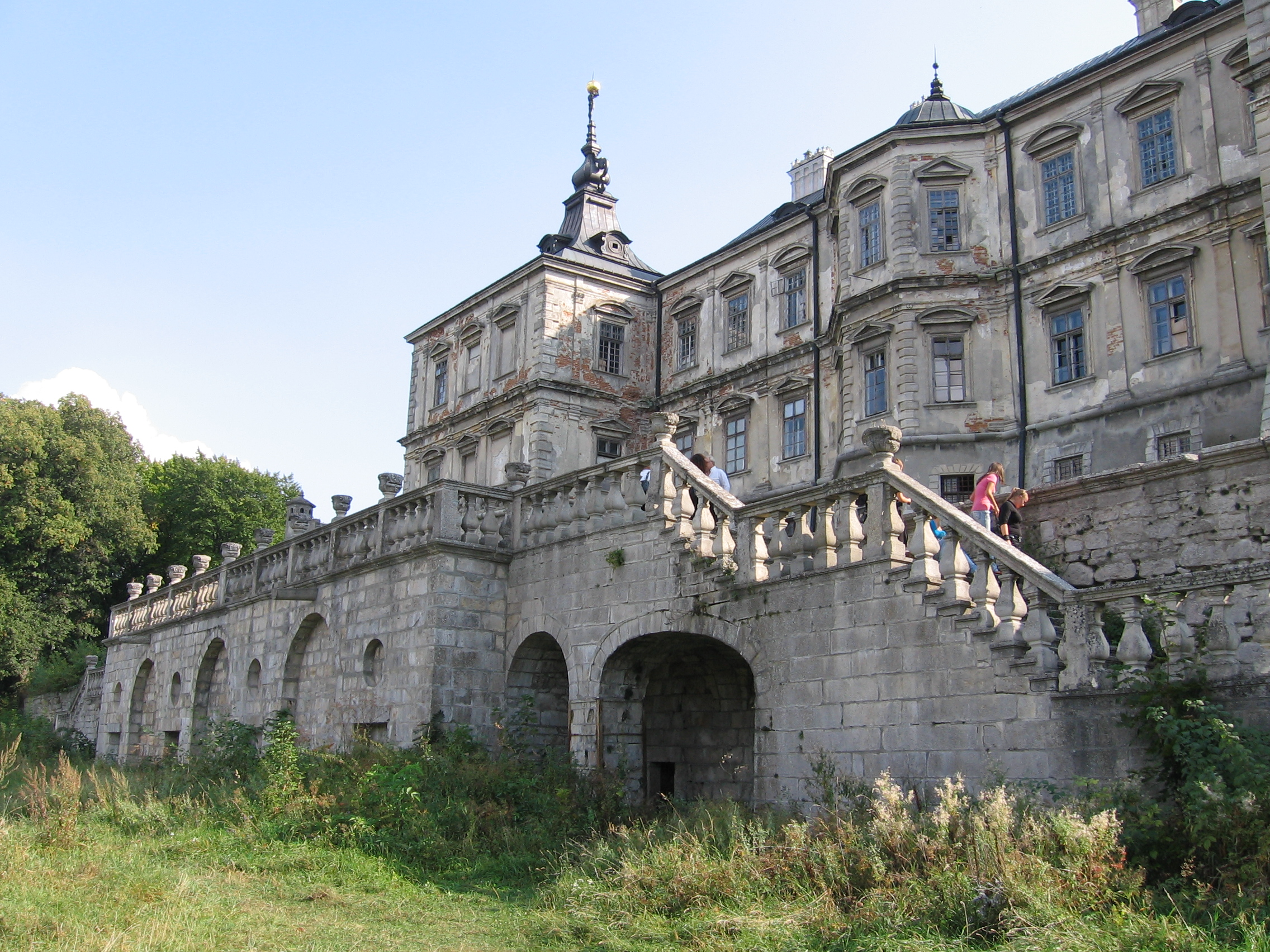
Вхід на першу терасу
Підгорецький парк до 1939 р.
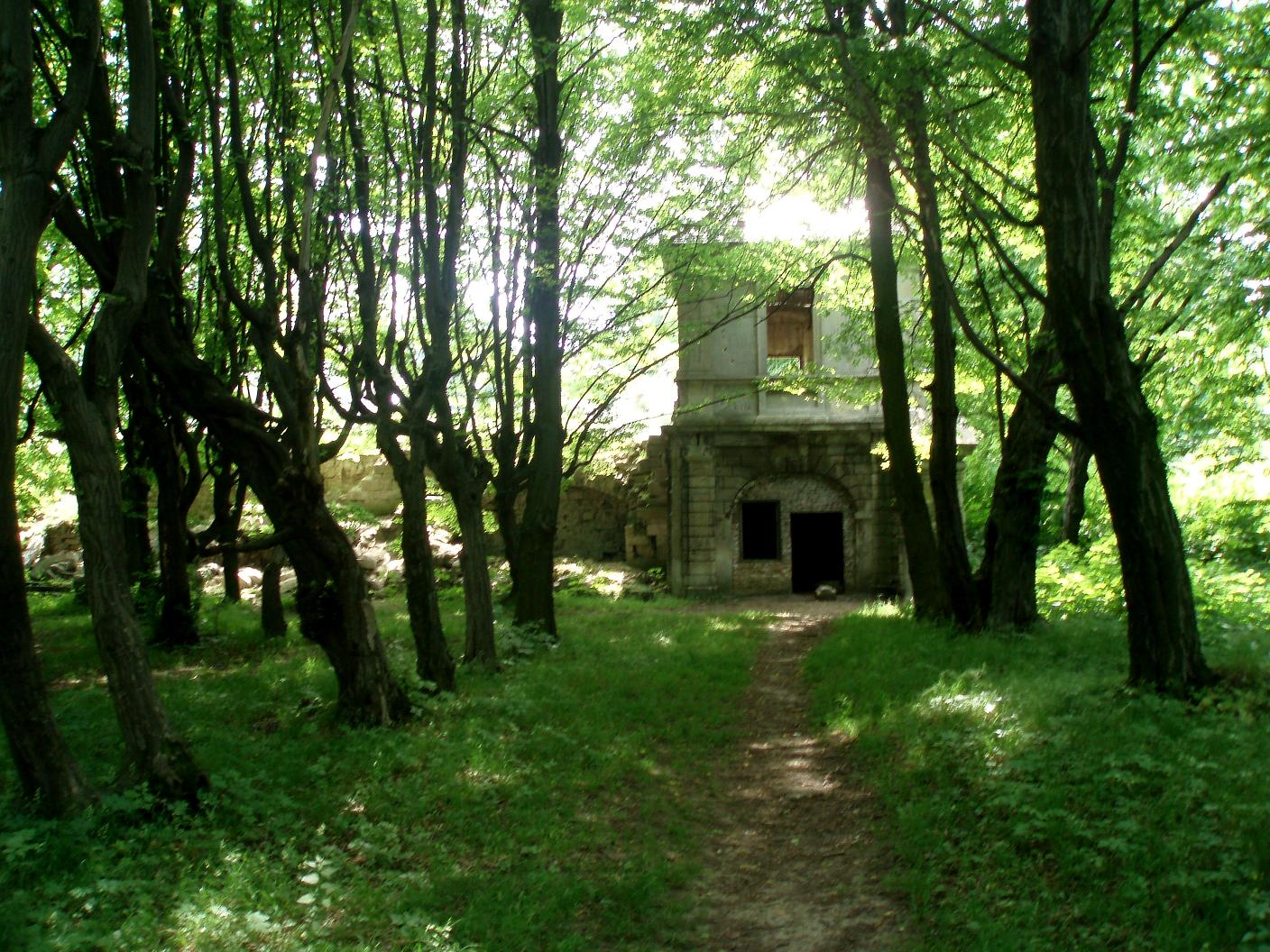
Парк з парковими спорудами 17-20 ст.
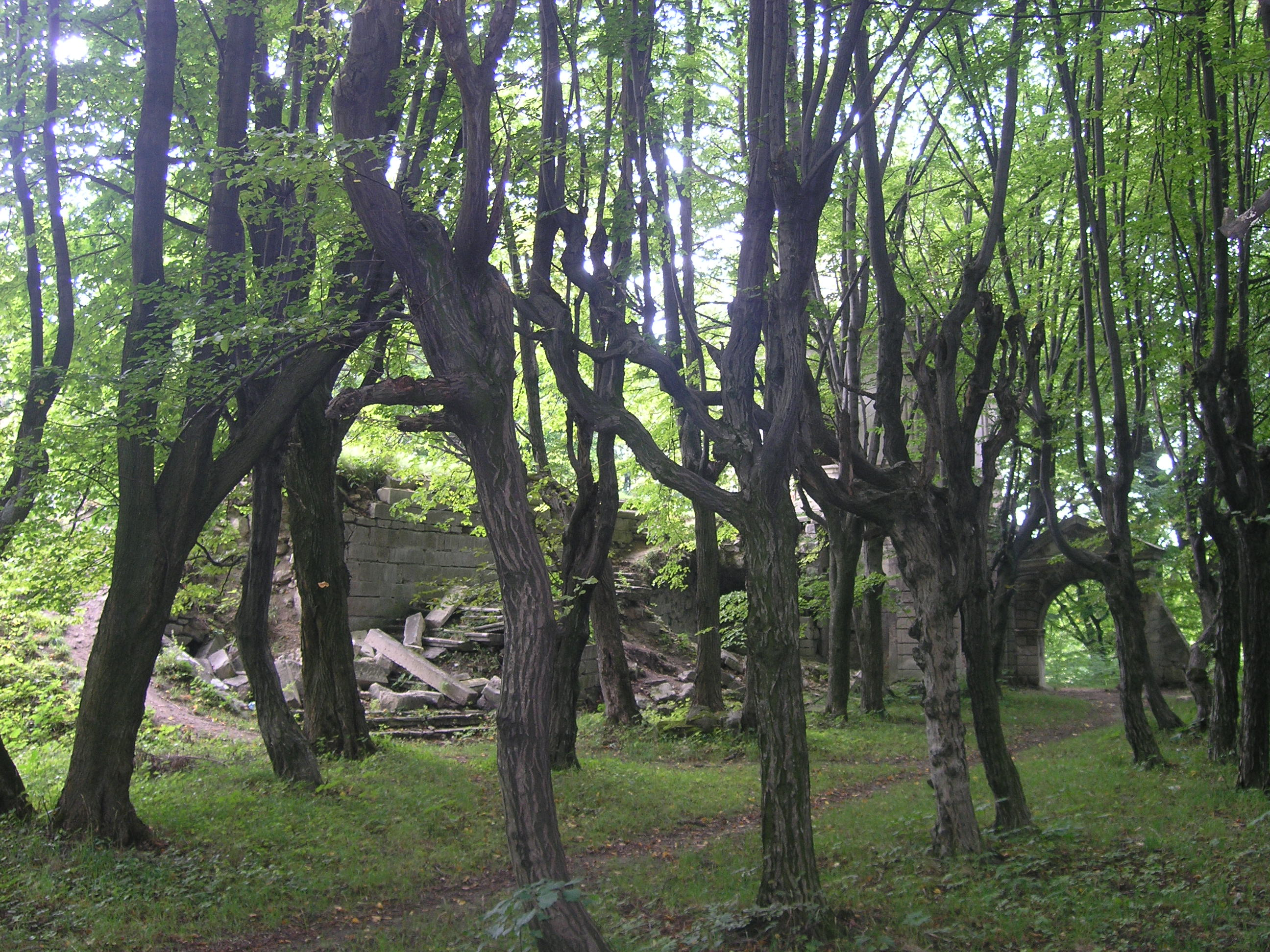
Руїни у Підгорецькому парку